# Голд Ривер (Калифорнија)
Голд Ривер (енгл. Gold River) насељено је место без административног статуса у америчкој савезној држави Калифорнија.

## Демографија
По попису из 2010. године број становника је 7.912, што је 111 (-1,4%) становника мање него 2000. године.
| Група             | 2000.         | 2010.         |
| Белци             | 6.147 (76,6%) | 5.504 (69,6%) |
| Афроамериканци    | 103 (1,3%)    | 195 (2,5%)    |
| Азијати           | 1.219 (15,2%) | 1.426 (18,0%) |
| Хиспаноамериканци | 327 (4,1%)    | 515 (6,5%)    |
| Укупно            | 8.023         | 7.912         |